# La Valletta

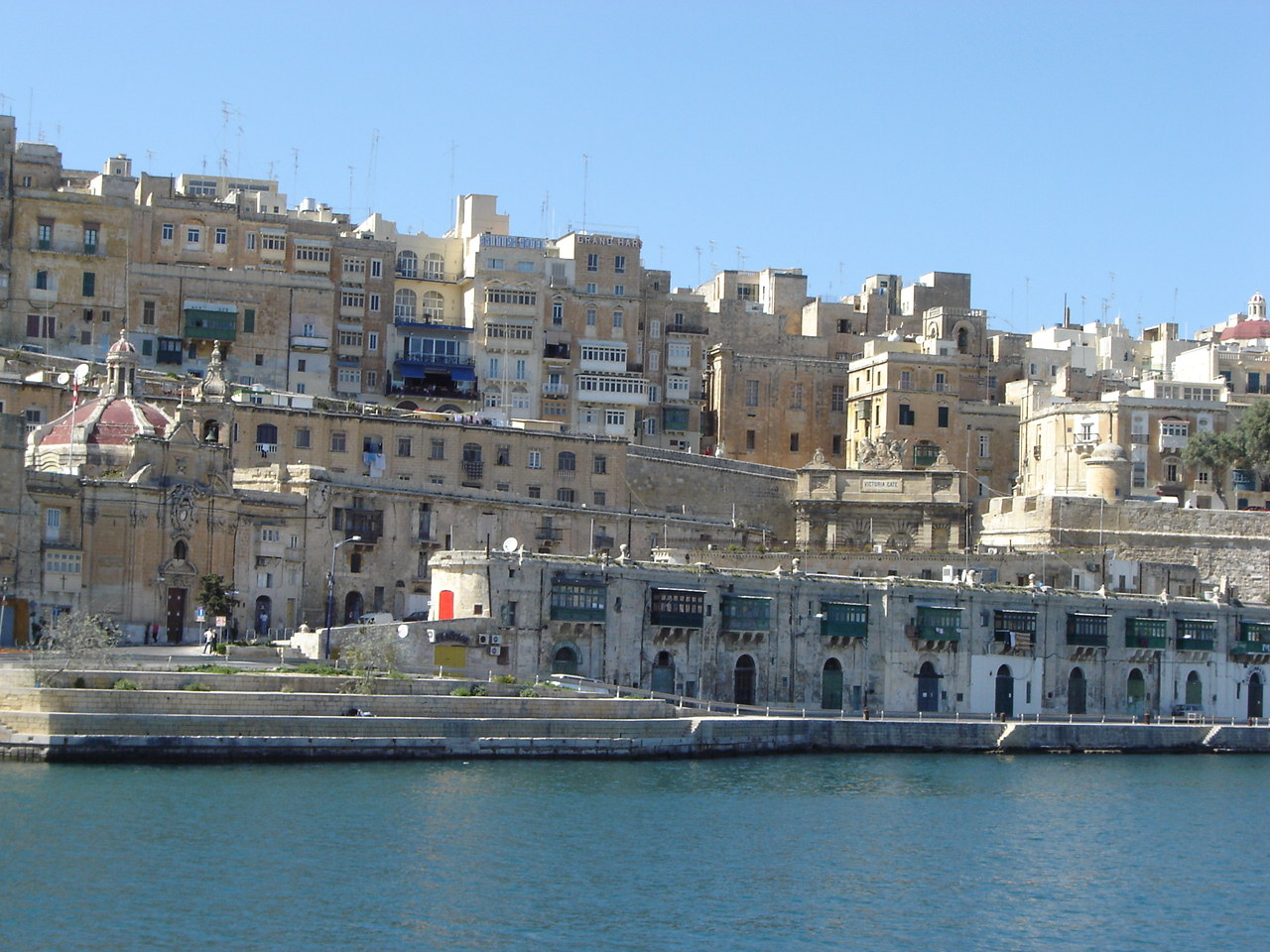
Edificis vora el port

La Valletta (maltès: Valletta) és la capital de Malta. El petit municipi, situat a 35° 54′ N i 14° 31′ E, té una extensió de 0,55 km² i una població de 7.048 habitants, segons el cens de l'any 2000 (6.748, segons l'estimació del 2006).

## El nom de la ciutat
El nom que li van donar els cavallers hospitalers fou Humilissima Civitas Valletta, 'humilíssima ciutat de La Valletta'. Tanmateix —amb la construcció de les fortificacions amb els seus bastions, muralles i torretes (juntament amb la bellesa dels edificis barrocs que esquitxen els seus carrers)— fou coneguda com a Superbissima entre els governs d'Europa. En maltès és coneguda col·loquialment com a Il-Belt, 'la Ciutat', semblantment a com els mallorquins denominen la seva capital, Palma.

## Geografia

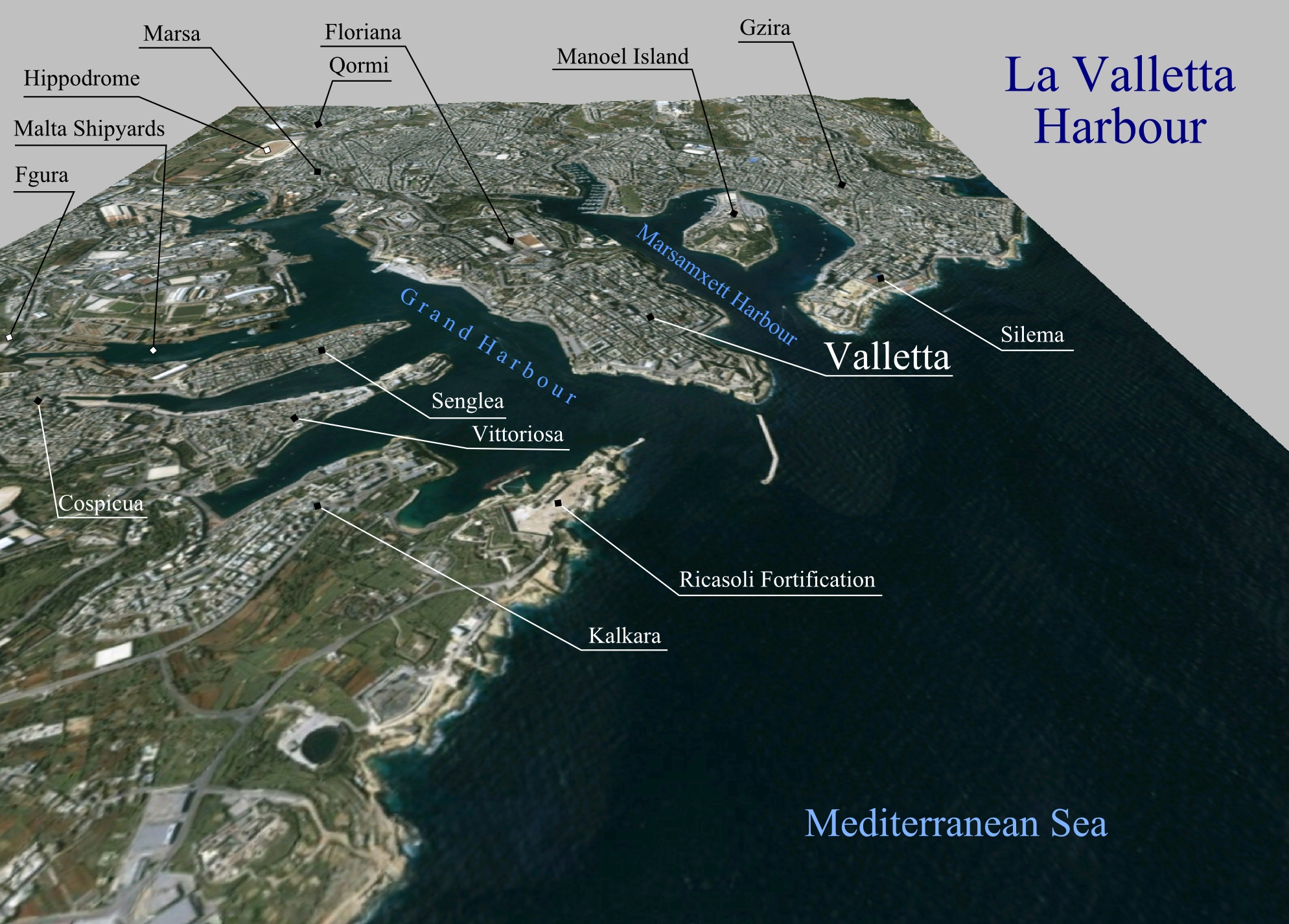
La Valletta entre els seus dos ports

La península de La Valletta té dos ports naturals, Marsamxett i el Gran Port. El Gran Port és el port principal de Malta, amb molls de descàrrega a la propera Marsa. Una terminal de creuers es troba al llarg de l'antic dic del passeig marítim de Valletta que va construir el mestre portuguès Manuel Pinto da Fonseca.

### Clima
La Valletta té un clima mediterrani (Classificació climàtica de Köppen Csa) amb hiverns molt suaus i humits i estius càlids a calorosos, lleugerament llargs i secs, amb una temperatura mitjana anual superior als 23 °C durant el dia i 16 °C de nit. La Valletta experimenta una manca de precipitació durant els mesos d'estiu i la majoria de les precipitacions es produeixen durant els mesos d'hivern.
Les temperatures hivernals són moderades pel mar que l'envolta, per tant, la ciutat té hiverns molt suaus. L'estació oficial d'enregistrament climàtic de Malta es troba a l'aeroport de Luqa, que es troba a pocs km terra endins de La Valletta. Les temperatures altes mitjanes oscil·len entre els 16 °C al gener fins a uns 32 °C a l'agost, mentre que les temperatures baixes mitjanes oscil·len entre els 10 °C del gener al 23 °C a l'agost.

## Paisatge urbà

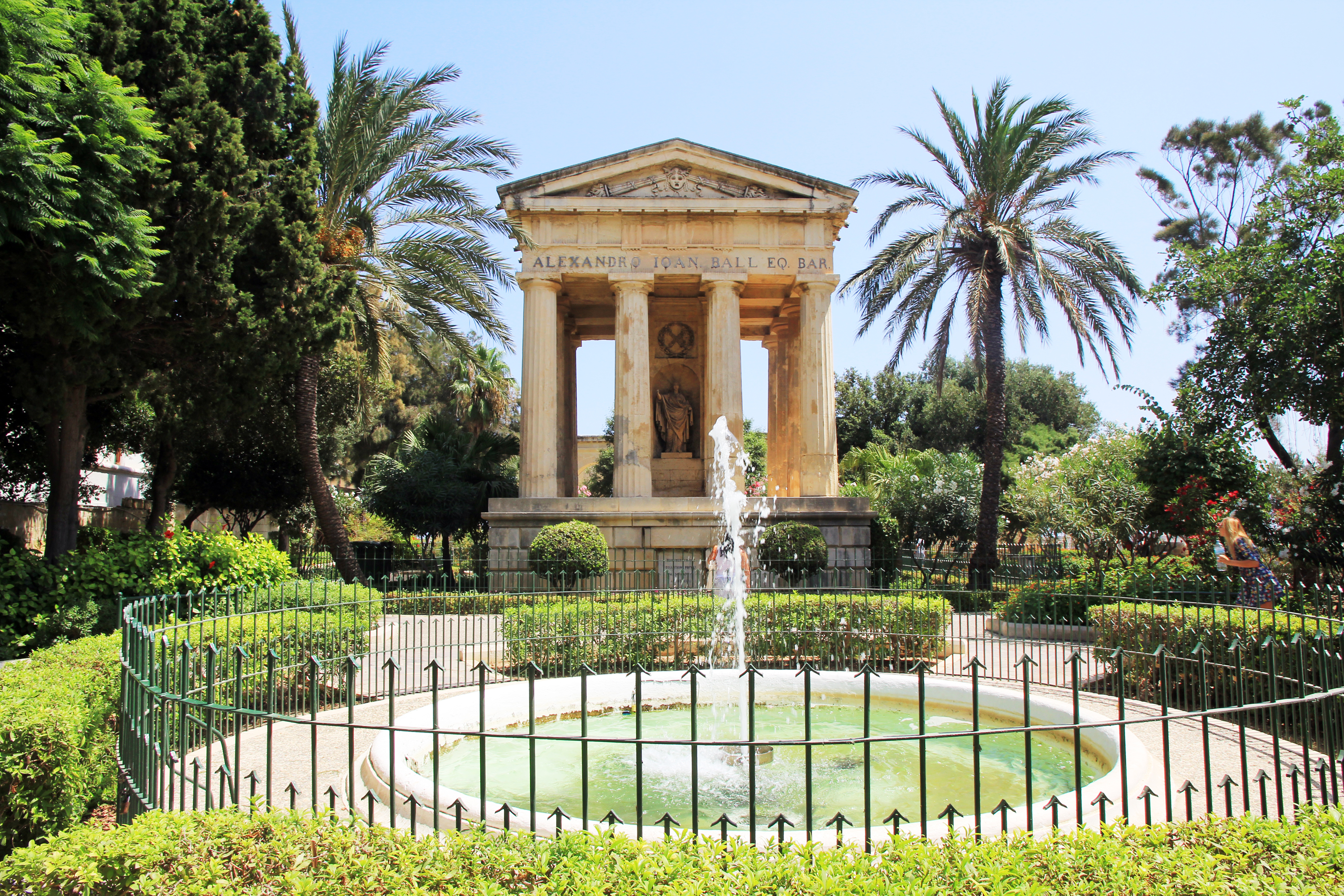
Jardins de Barrakka inferior i el seu monument de record

L'arquitectura dels carrers i places de La Valletta va des del barroc de mitjans del segle XVI fins al modernisme. La ciutat és el principal centre cultural de l'illa i té una col·lecció única d'esglésies, palaus i museus i actua com una de les principals atraccions per als visitants de la ciutat. Quan Benjamin Disraeli, futur primer ministre britànic, va visitar la ciutat l'any 1830, la va descriure com "una ciutat de palaus construït per cavallers per a cavallers", i va remarcar que "La Valletta iguala en la seva arquitectura noble, si no sobresurt, qualsevol capital a Europa ", i en altres cartes l'anomenaven "comparable a Venècia i Cadis" i "plena de palaus dignes de Palladio"
.
Els edificis d'importància històrica inclouen la Cocatedral de Sant Joan, antigament l'església conventual dels cavallers de Malta. Té l'única obra signada i la pintura més gran de Michelangelo Merisi da Caravaggio. L'Alberg de Castella, antigament seu oficial dels Cavallers de Malta de la Llengua de Castella, Lleó i Portugal, és ara l'oficina del Primer Ministre de Malta.
El Palau del Gran Mestre, construït entre 1571 i 1574 i antigament seu del Gran Mestre dels Cavallers de Malta, solia albergar el Parlament maltès, ara situat en una estructura construïda expressament a l'entrada de la ciutat, i ara acull les oficines del president de Malta.
El Museu Nacional de Belles Arts és un palau rococó que data de finals de la dècada de 1570, que va servir com a residència oficial del comandant en cap de la flota mediterrània durant l'època britànica a partir de la dècada de 1820. The Manoel Theatre es va construir en només deu mesos el 1731, per ordre del Gran Mestre António Manoel de Vilhena, i és un dels teatres més antics d'Europa. El Palau de Congressos del Mediterrani era abans la Sacra Infermeria. Construït l'any 1574, va ser un dels hospitals més reconeguts d'Europa durant el Renaixement. Les fortificacions del port, construïdes pels cavallers com una magnífica sèrie de baluards, semibastions, cavallers i cortines, aproximadament de 100 m d'alt, contribueixen a la qualitat arquitectònica única de la ciutat.

## Història

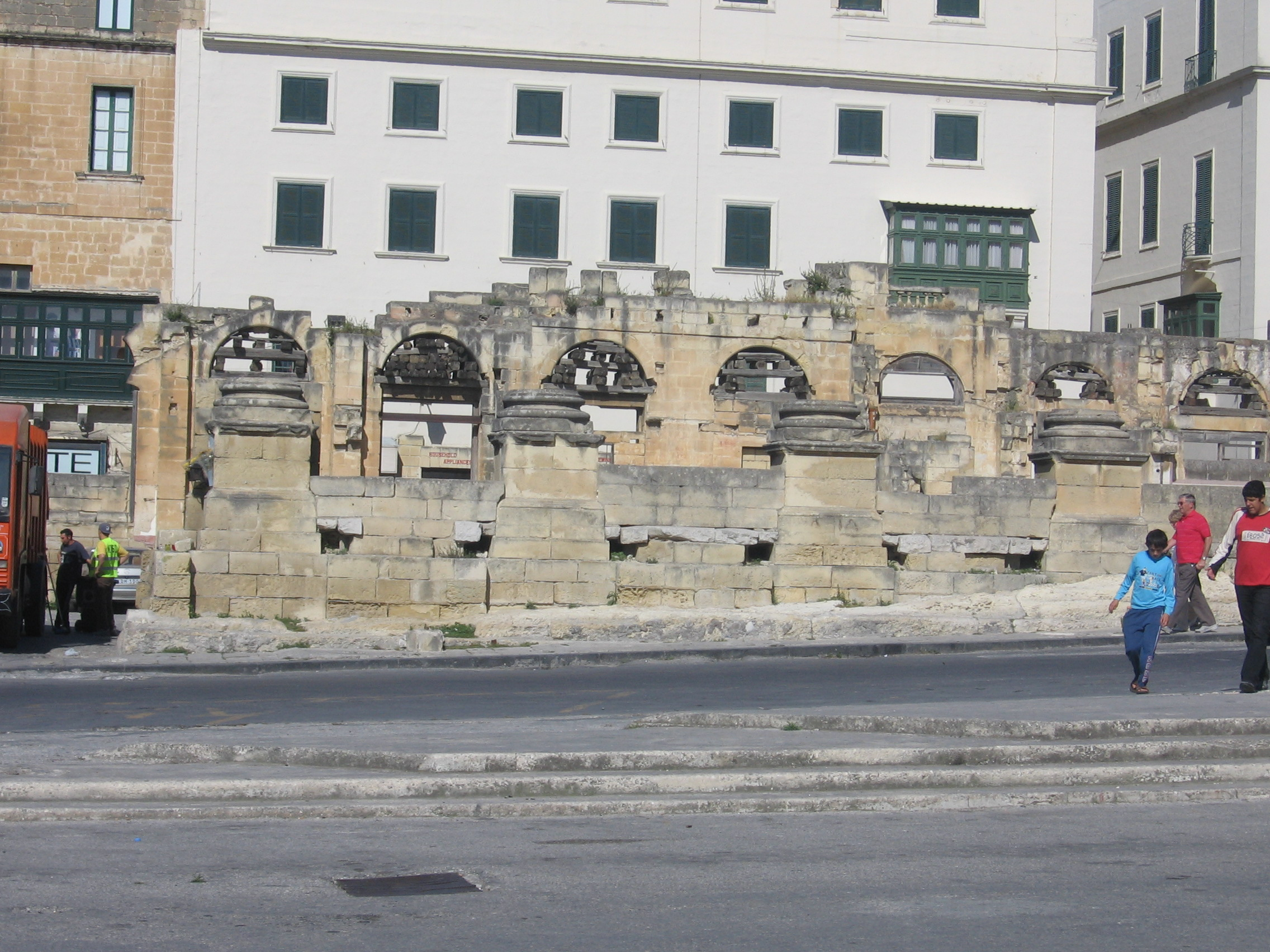
Les ruïnes de l'Òpera

La fundació de La Valletta és obra del gran mestre de l'orde de Sant Joan, Jean Parisot de la Valette, el 28 de març del 1566; l'orde —que durant molt de temps fou qui va governar la ciutat i tota l'illa— va decidir de fundar una nova ciutat a la península de Scebberras, després del setge de Malta del 1565, amb l'objectiu de fortificar la posició de l'orde a Malta que, efectivament, va acabar afermant els cavallers hospitalers a l'illa. El pla de la ciutat fou projectat per Francesco Laparelli, mentre que molts dels edificis més importants foren obra de Gerolamo Cassar. La Valletta, doncs, és una trama urbana que mostra un bon nombre d'edificis del segle xvi i posteriors, tot i que la majoria es van construir a l'època dels cavallers de Sant Joan de Jerusalem, també anomenats cavallers hospitalers o cavallers de Malta.
Després dels cavallers i del breu interludi d'ocupació francesa, la següent fase d'expansió urbanística de la ciutat es va esdevenir sota l'administració britànica. Es van eixamplar les portes de les muralles, es van enderrocar i es van tornar a aixecar edificis i es van fer construccions i equipaments cívics de nova planta. Ara bé, la ciutat i la seva infraestructura van patir seriosos danys durant els bombardejos aeris de la Segona Guerra Mundial, dels quals destaca la destrucció del majestuós Teatre de l'Òpera, bastit a l'entrada de la ciutat al segle xix.

## La ciutat
La península de La Valletta, voltada pels dos ports naturals de Marsamxett i el gran port, és el port principal de Malta, amb els molls de descàrrega situats a Marsa; al gran port, s'hi ha construït recentment una terminal de creuers vora l'antiga muralla de mar i els magatzems construïts pel gran mestre fra Manuel Pinto de Fonseca.
La ciutat conserva diversos edificis d'importància històrica, com ara la cocatedral de Sant Joan, antiga església conventual dels Cavallers, al carrer de la República; l'alberg de Castella, amb el despatx del primer ministre, als bastions; l'alberg d'Aragó; l'antic palau del Gran Mestre, avui seu del Parlament maltès i del despatx del president, a la plaça del Palau, tocant al carrer de la República; el Museu Nacional de Belles Arts, al carrer del Sud; el Museu Nacional d'Arqueologia, al carrer de la República, i les mateixes fortificacions, construïdes pels cavallers per protegir la ciutat dels atacs per mar. La Valletta ha estat nomenada Patrimoni de la Humanitat per la UNESCO (1980).

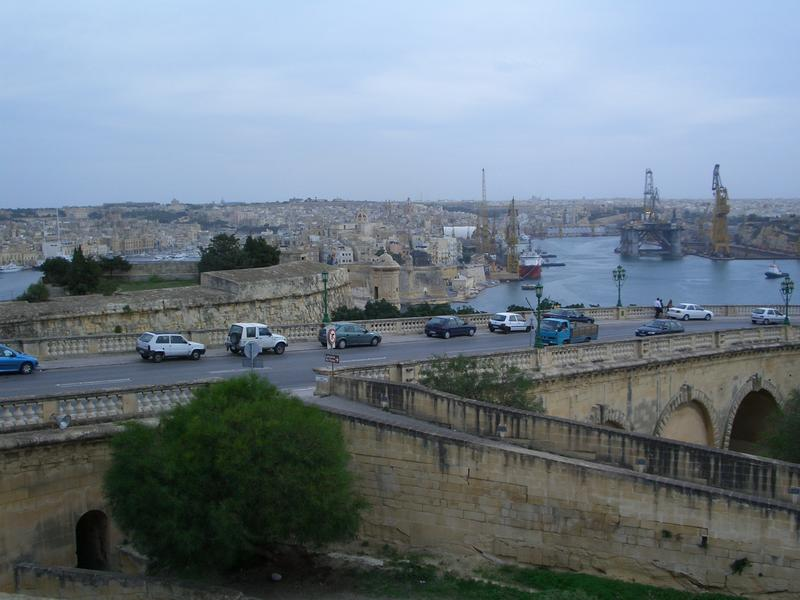
El gran port, a la banda oriental de La Valletta

Hi destaca el gran nombre d'esglésies, 22 en total, la més antiga de les quals és la de la Mare de Déu de la Victòria. Hi ha també el Teatre Manoel (un dels més antics d'Europa), uns quants cafès històrics i un bon nombre de restaurants, bancs, hotels i oficines governamentals. La ciutat disposa d'uns jardins públics amb magnífiques vistes sobre el gran port i les ciutats veïnes.
Les festivitats d'origen religiós tenen molt de predicament a La Valletta, entre les quals la festa major per Sant Pau (10 de febrer), juntament amb la Pasqua, Sant Domènec, Sant Agustí, la Mare de Déu del Carmel i Santa Rita.
La Valletta té un suburbi, Floriana, que es va bastir fora muralla, on viu la majoria de gent que no es pot permetre una casa a la ciutat. Una altra àrea per a gent amb pocs recursos, la trobem dins les mateixes muralles de La Valletta: es tracta del barri del Manderaggio o il-Mandraġġ, a la dàrsena, on segons el projecte originari de l'orde s'hi havia d'avarar l'armada. Com que mai no es va tirar endavant el projecte, el Manderaggio fou ocupat per gent desnonada i s'hi va començar a construir de manera anàrquica, amb carrerons foscos i insalubres. Parcialment demolit a la dècada del 1950 per edificar-hi una zona residencial, el Manderaggio encara és un barri de pobra qualitat de vida, si bé molt millor que abans. Cal recordar que un mandracchio és un port petit, en italià. En català hi ha documentat un mandraig a Barcelona.

## Demografia
La població de La Valletta ha anat disminuint amb els anys, i actualment s'ha reduït aproximadament a un terç del màxim poblacional que va arribar a tenir-ne. El procés es va veure fortament accelerat després de la Segona Guerra Mundial arran del desenvolupament dels suburbis fora muralla, que van comportar el trasllat de molta de la gent de la capital, que amb tot continua sent el centre de l'activitat comercial i administrativa de l'illa.

## Transport

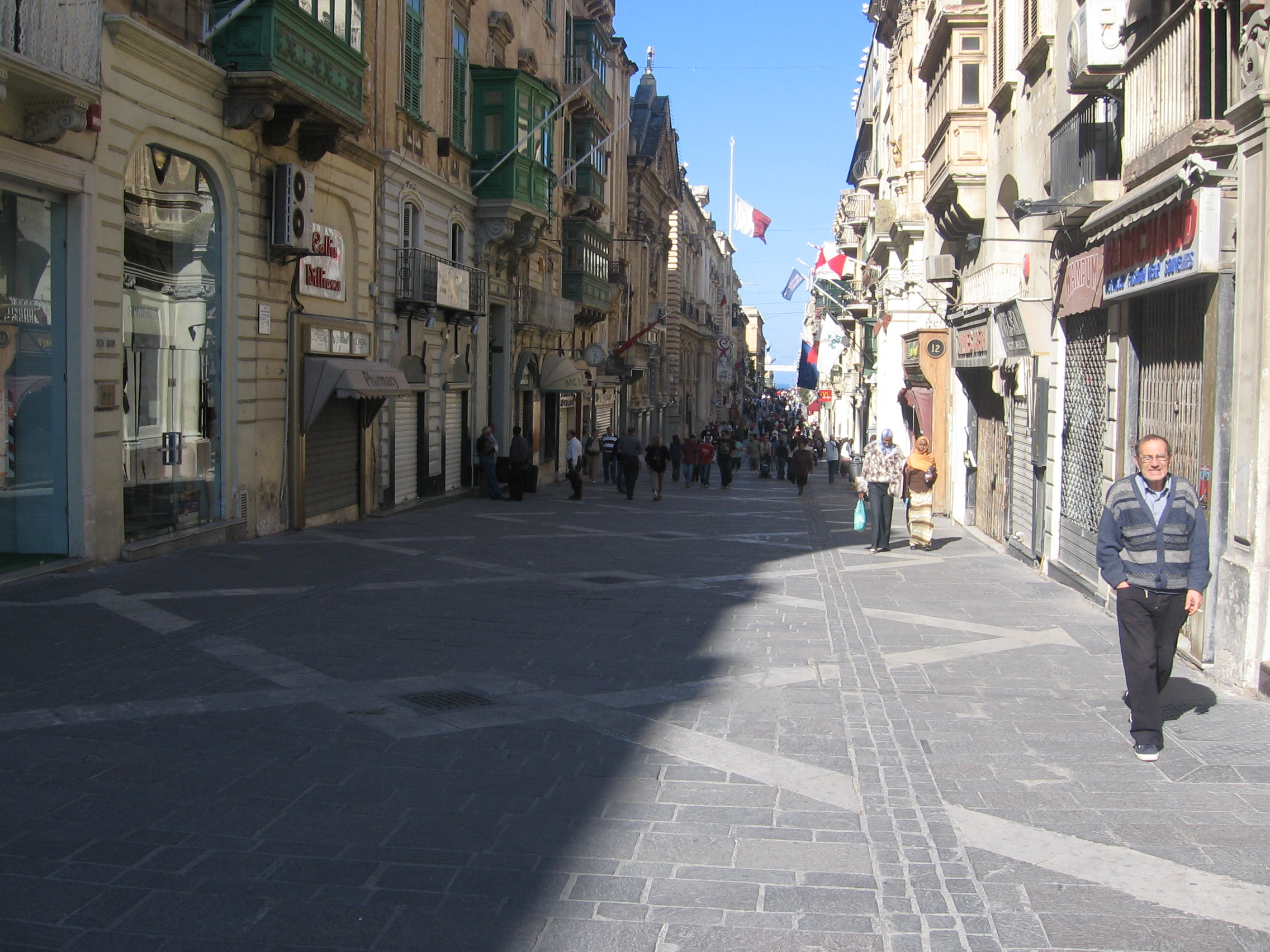
El carrer de la República

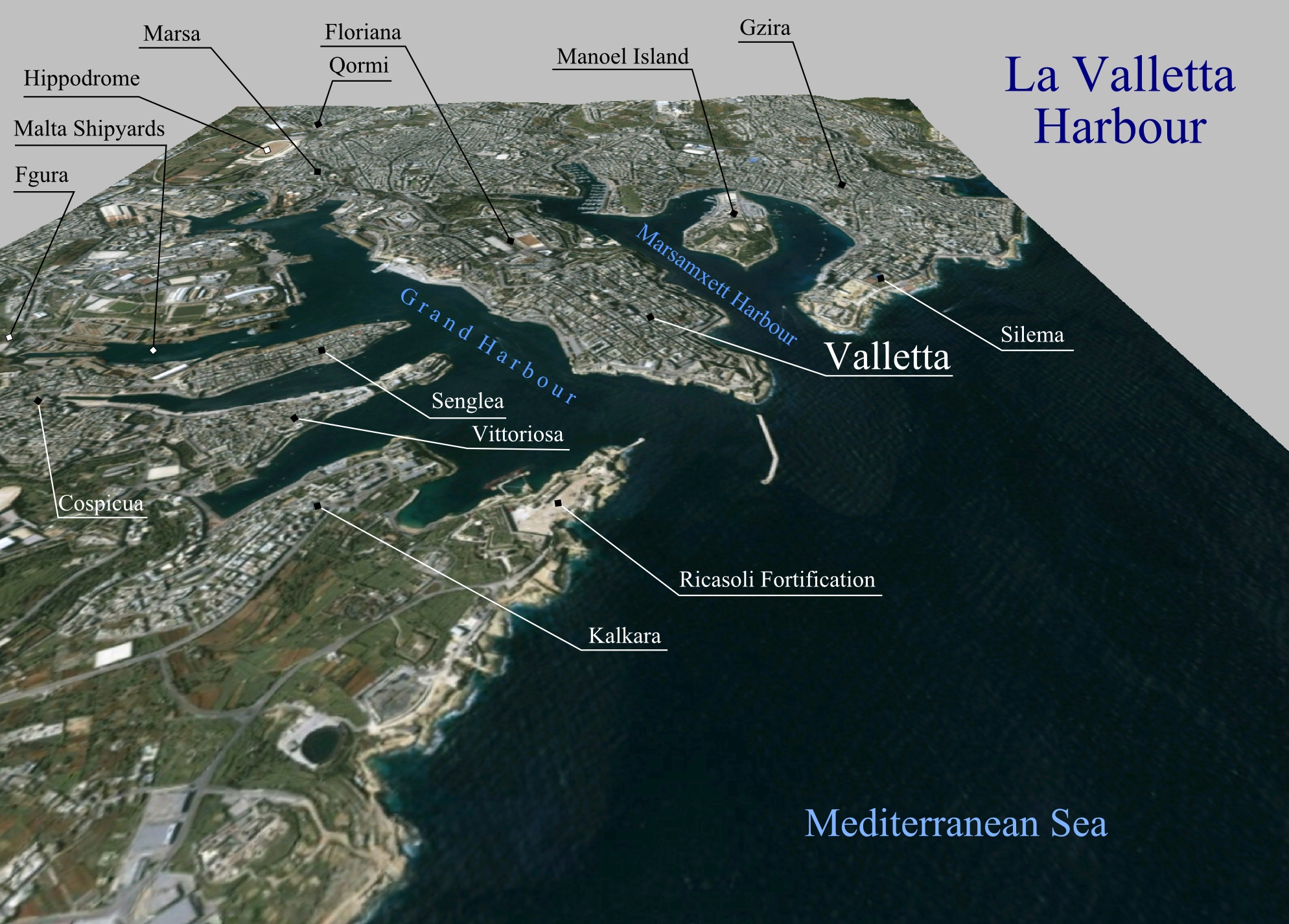
La ciutat entre els ports.

El sistema públic de transport terrestre de Malta, compost tan sols per autobusos (actualment no hi ha ferrocarril), té La Valletta com a centre radial des d'on s'organitzen totes les rutes de l'illa, amb l'estació d'autobusos situada a les portes de la ciutat. El trànsit dins de La Valletta està restringit, i alguns dels carrers principals són destinats exclusivament als vianants, restricció que es vol anar aplicant a tot l'interior de la ciutat.

## Govern municipal
L'alcalde de La Valletta és Paul Borg Olivier, que encapçala l'Ajuntament des del 1999. Borg Olivier pertany al Partit Nacionalista (PN), adscrit al Partit Popular Europeu, que té majoria al Consell municipal.